# Xingzhong Lu
Xingzhong Lu (chiń. 星中路站) – stacja początkowa metra w Szanghaju, na linii 9. Zlokalizowana jest pomiędzy stacjami Qibao i Hechuan Lu. Została otwarta 29 grudnia 2007.